# 杜中立
杜中立（?—?），字无为，唐朝相州洹水（治今河北省魏县西南旧魏县）人。唐宪宗的驸马，刑部郎中杜羔之子。
杜中立门荫拜太子通事舍人。娶唐宪宗女真源公主，拜著作郎。转任光禄少卿、驸马都尉。历任太仆少卿、卫尉少卿、左右金吾大将军。曾令属下拘捕京师恶少，将他们箠杀。担任司农卿，改革六宫飧钱的出付之法，让属吏不得为奸，加检校右散骑常侍。由司农卿出任义武军节度使、横海军节度使，设置“飞雪将”数百人来拉纤盐舟，从此不劳民力、军食充足。曾因贪赃被御史中丞魏谟弹劾。大中十二年（858年），大水在徐州、兖州、青州、郓州泛滥，引御水入毛河，东注大海，州无水灾之患。四十八岁卒，赠工部尚书。